# Ponderabilien
Ponderabilien (lateinisch ponderabilis – wägbar) ist ein bildungssprachlicher, eher veralteter Ausdruck für fassbare, berechenbare Dinge (Wägbarkeiten). Der Ausdruck wird nur im Plural verwendet; das Gegenteil sind Imponderabilien. Beide Begriffe gehen wahrscheinlich auf Antoine Laurent de Lavoisier zurück, der damit die nicht wägbaren Elementarstoffe (z. B. Lichtstoff) von den wägbaren Grundbestandteilen der Gase unterschied.